# Julian Assange

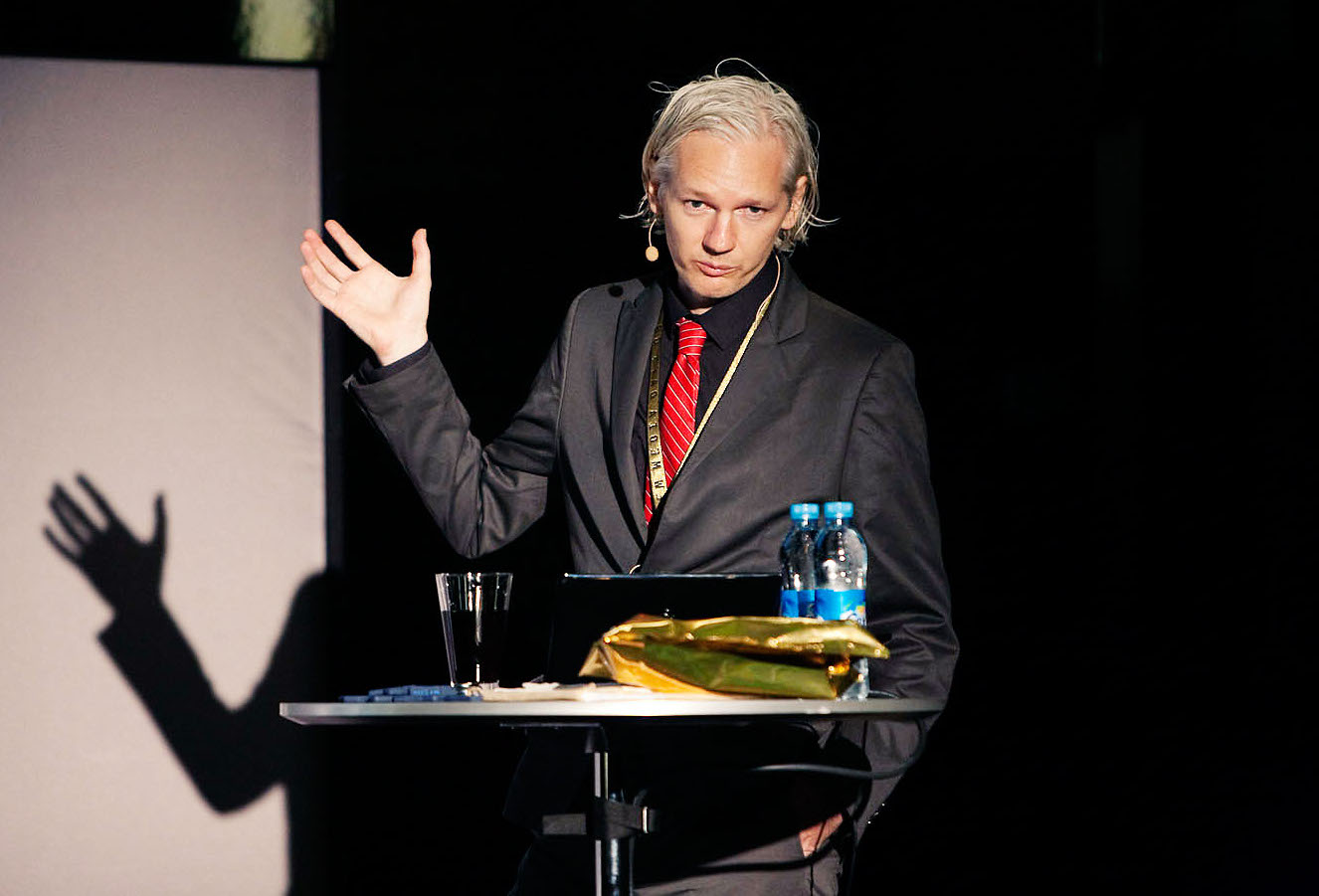
Julian Assange (Kopenhaga, 2009)

Julian Paul Assange (ur. 3 lipca 1971 w Townsville) – australijski aktywista internetowy, sygnalista, dziennikarz oraz programista, założyciel, rzecznik i redaktor naczelny serwisu WikiLeaks.

## Życiorys

### Dzieciństwo i młodość
Jego rodzice prowadzili objazdowy teatr, więc nie mieszkał długo w jednym miejscu. W wieku 17 lat opuścił dom i wyjechał do Melbourne. W 1995 został skazany za kilkadziesiąt włamań komputerowych na karę grzywny. Był nie tylko hakerem, ale także twórcą wolnego oprogramowania. W 1995 napisał pierwszy program open source do skanowania portów – Strobe. W 1996 wprowadził kilka poprawek w projekcie PostgreSQL.

### Wikileaks i oskarżenie o przestępstwa seksualne
Do 2006 studiował fizykę i matematykę, potem zajął się głównie serwisem WikiLeaks. Został jego rzecznikiem prasowym i redaktorem naczelnym.
30 listopada 2010 Interpol na wniosek Szwecji wystawił list gończy oznaczony najwyższą kategorią, który oznacza poszukiwania Assange’a w celu aresztowania i ekstradycji w związku z oskarżeniami o wymuszenie seksualne i gwałt. W Szwecji na policję zgłosiły się dwie kobiety, które miały spotkać się z Assange’em 14 sierpnia 2010 w Sztokholmie i sześć dni później oskarżyły go o przestępstwa seksualne. 7 grudnia 2010 Assange zgłosił się na policję w Wielkiej Brytanii i został zatrzymany. Nie przedstawiono mu oficjalnych zarzutów i na wniosek prokuratora sąd odmówił wystawienia kaucji. Zatrzymano go w areszcie do 13 grudnia, gdy odbyło się kolejne rozpatrzenie sprawy. Sam Assange zaprzecza oskarżeniom, a część opinii publicznej uważa oskarżenie za fragment rządowej kampanii, sterowanej głównie przez Stany Zjednoczone, mającej na celu dyskredytację założyciela WikiLeaks. Niektórzy politycy ze sfer konserwatywnych w Stanach Zjednoczonych sugerowali, że Assange powinien zostać oskarżony o zdradę i za to stracony. Były doradca polityczny konserwatywnego premiera Kanady, Tom Flannagan, w telewizji kanadyjskiej powiedział nawet, że autor WikiLeaks powinien zostać zamordowany w zamachu. Z oświadczenia tego, które spowodowało protesty i skandal, wycofał się, twierdząc, że był to niestosowny żart. 16 grudnia Assange został osadzony w areszcie domowym w Ellingham Hall w Norfolku. Aresztowanie Assange’a Władimir Putin określił jako „niedemokratyczne”.
19 czerwca 2012 Assange schronił się w ambasadzie Ekwadoru w Londynie i poprosił o azyl polityczny, chcąc uchronić się przed ekstradycją do Szwecji. 16 sierpnia ekwadorski minister spraw zagranicznych, Ricardo Patiño, poinformował o przyznaniu mu azylu politycznego. 12 grudnia 2017 grudnia Assange otrzymał obywatelstwo ekwadorskie.
11 kwietnia 2019 prezydent Ekwadoru, Lenín Moreno, ogłosił decyzję o wycofaniu azylu dla Assange’a. Moreno oskarżył go o to, że podczas pobytu w ambasadzie „wtrącał się w wewnętrzne sprawy innych państw”. Bezpośrednio po uchyleniu azylu Assange został aresztowany przez brytyjską policję.
19 listopada 2019 szwedzka prokuratura umorzyła zarzuty przeciwko Assange’owi w sprawie o gwałt.
W maju 2024 strona brytyjska pozwoliła mu odwołać się od decyzji o ekstradycji do Stanów Zjednoczonych wydanej w 2022.
24 czerwca 2024 amerykańska strona zawarła porozumienie z Assange, na mocy którego ten przyznał się 26 czerwca nad ranem czasu polskiego na amerykańskich Marianach Północnych do jednego zarzutu szpiegostwa – pozyskania tajnych danych narażających bezpieczeństwo USA bez uzyskania odpowiednich zgód. Redaktor WikiLeaks uznany winnym został natychmiast zwolniony z odbycia kary, w której poczet włączono 62 miesiące przebywania w brytyjskim areszcie Belmarsh w oczekiwaniu na ekstradycję. Assange łącznie spędził 12 lat w warunkach pozbawienia wolności w związku ze sprawą.

## Nagrody
W 2009 otrzymał nagrodę Amnesty International Media Award (New Media) za odkrycie zabójstw i tajemniczych zaginięć, w które był zamieszany rząd Kenii.

## W kulturze
W styczniu 2012 serwis Wikileaks poinformował, że Assange będzie prowadził program publicystyczny The Julian Assange Show oraz Julian Assange’s The World Tomorrow, w formie wywiadów z ważnymi osobami ze świata polityki w stacji telewizyjnej RT, będącej własnością rosyjskiego rządu.
W 2013 ukazała się w Polsce książka Cypherpunks. Wolność i przyszłość internetu, której współautorem jest Julian Assange.
O Assange’u i WikiLeaks powstał także film Piąta władza, którego reżyserem był Bill Condon, a w roli założyciela WikiLeaks wystąpił Benedict Cumberbatch, jednak sam Assange twierdzi że film jest propagandą.
W 2017 w związku z domniemaną śmiercią Assange przeprowadził sesje Ask Me Anything (ang. Zapytaj mnie o wszystko) w serwisie Reddit, gdzie udowodnił, że żyje czytając ostatni block sieci Bitcoin, nazwał to dowodem życia.